# Guy Mikulu Pombo
Guy Mikulu Pombo, né le 28 février 1971 à Bonga Yasa, est un homme politique de la République démocratique du Congo.

## Biographie
Guy Mikulu Pombo est ministre des Affaires coutumières dans le gouvernement Tshibala (mai 2017-septembre 2019).
Il est élu député national du territoire de Bulungu dans la province du Kwilu lors des élections législatives de 2018.
Mikulu est ministre du Développement rural du gouvernement Ilunga nommé par le président Félix Tshisekedi le 26 août 2019,. Le gouvernement est dissous en avril 2021.
En avril 2024, dans le cadre d'une enquête sur des détournements de fonds publics et de la corruption relative à un marché signé en 2021 par Mikulu, le procureur près la Cour de cassation interdit à Guy Mikulu (ainsi qu'à Nicolas Kazadi et François Rubota Masumbuko) de quitter le territoire national.